# Pezizella vulgaris
Pezizella vulgaris är en lavart som först beskrevs av Elias Fries, och fick sitt nu gällande namn av Pier Andrea Saccardo 1889. Pezizella vulgaris ingår i släktet Pezizella och familjen Hyaloscyphaceae.   Inga underarter finns listade i Catalogue of Life.
I den svenska databasen Dyntaxa används istället namnet Calycina vulgaris för samma taxon.  Arten är reproducerande i Sverige.